# Громада (Билгорайский повет)
Громада (пол. Gromada) — деревня в Билгорайском повете Люблинского воеводства Польши. Входит в состав гмины Билгорай. По данным переписи 2011 года, в деревне проживало 952 человека.

## География
Деревня расположена на юго-востоке Польши, на правом берегу реки Бяла-Лада, на расстоянии приблизительно 3 километров к северо-западу от города Билгорай, административного центра повета. Абсолютная высота — 200 метров над уровнем моря. К западу от населённого пункта проходит региональная автодорога 835, к югу — региональная автодорога 858.

## История
В 1827 году в Громаде имелось 38 домов и проживало 200 человек. В период с 1975 по 1998 годы деревня входила в состав Замойского воеводства.

## Население
Демографическая структура по состоянию на 31 марта 2011 года:
|         | Всего | До трудоспособного возраста | Трудоспособного возраста | Старше трудоспособного возраста |
| ------- | ----- | --------------------------- | ------------------------ | ------------------------------- |
| Мужчины | 475   | 122                         | 314                      | 39                              |
| Женщины | 477   | 111                         | 269                      | 97                              |
| Всего   | 952   | 233                         | 583                      | 136                             |